# あんたが大将
「あんたが大将」（あんたがたいしょう）は、日本のフォークバンド・海援隊のメジャー3作目（通算8作目）及びメジャー19作目（通算24作目）のシングル。

## オリジナル盤

### 概要
- 前作「おやじ」から4か月ぶりにして、アルバム『心をこめて回天篇』からのリカットシングル。
- オリコンチャート最高位40位を獲得。「母に捧げるバラード」以来6作ぶりに圏内入りを果たした。
- 作詞した武田鉄矢は当時谷村新司と同じ事務所に在籍していたこともあり、「彼（谷村）に負けないぐらいいい歌を」と張り切っていたということで、この曲はアリスの曲『チャンピオン』に対抗したものだったと話している[1]。

### 収録曲
1. あんたが大将 [3:16]
作詞：武田鉄矢
作曲：中牟田俊男
編曲：EDISON
歌詞が記載されたブックレットなどには英題として「YOU ARE THE KING OF KINGS」と記されている。武田が当時歌謡曲に変わって台頭していたニューミュージックへの当て付けをコンセプトに書いた楽曲[2]。
2. 心をこめてサヨウナラ [3:33]
作詞：武田鉄矢
作曲：千葉和臣
編曲：EDISON

## 再発盤

### 概要
- 前作「贈る言葉」から約2年5か月ぶりにして、同名のアルバム『あんたが大将'92』と同時発売されたシングル。

### 収録曲
1. あんたが大将'92 (RADIO MIX)
作詞：武田鉄矢
作曲：中牟田俊男
編曲：冬野竜彦、星野靖彦
2. あんたが大将'92 (EXTENDED MIX)
作詞：武田鉄矢
作曲：中牟田俊男
編曲：冬野竜彦、星野靖彦
3. あんたが大将'92 (INSTRUMENTAL)
作曲：中牟田俊男
編曲：冬野竜彦、星野靖彦
表題曲のインストゥルメンタルバージョン。